# Санат Нафт
«Санат Нафт» (перс. باشگاه فوتبال صنعت نفت آبادان‎) — иранский футбольный клуб из Абадана, основанный в декабре 1972 года. Команда играет в чемпионате Ирана по футболу.

## История
До создания Тахте Джамшид-лиги в 1972 году в Абадане были популярны два клуба: «Каргар» и «Джам». «Каргар» был основан рабочими местного нефтеперерабатывающего завода. Десять лет спустя после появления «Каргара» Парвиз Дехдари вместе со своими одноклассниками по школе Рази собрали команду «Джам». Обе эти команды имели большое количество поклонников вплоть до 1972 года. Тогда была создана Тахте Джамшид-лига, в котором Абадану было отведено одно место. Новый клуб должен был представлять и управляться нефтяной промышленностью Ирана. Поклонники абаданских команд поддержали создание единого конкурентоспособного на национальном уровне клуба. Многие из лучших игроков «Каргара» и «Джама» присоединились к новообразованному «Санат Нафту». Первоначальными цветами клуба были белый, синий и чёрный. В городе Абадан и во всей провинции Хузестан нашлось множество техничных игроков, что помогло привить команде стиль игры похожий на стиль игры сборной Бразилии в 1970-х годах после того, как Парвиз Дехдари стал председателем клуба. Чтобы подчеркнуть своё восхищение бразильским футболом, клуб сменил свои цвета на жёлтый, синий и белый, аналогичные тому, что использовались национальной командой Бразилии. Вскоре «Санат Нафт» получил прозвище иранские бразильцы.
Футбол был чрезвычайно популярен в Абадане в 1970-е годы, а число поклонников нового клуба росло постоянно, но всё изменилось после Исламской революции в 1978 году, когда футбол отошёл на второй план. Занятие футболом и вовсе стало невозможным с началом в 1980 году Ирано-иракской войны, в ходе которой Абадан и Хузестан серьёзно пострадали. Местный нефтеперерабатывающий завод был закрыт, а сотни тысяч жителей покинули город. С 1980 по 1988 год «Санат Нафт» базировался в Ширазе. После переезда туда клуб был вынужден начинать с третьего дивизиона Ирана, но смог вернуться на высший уровень благодаря своим игрокам. Поскольку многие выходцы из Абадана покинули его во время войны и поселились в других городах Ирана, поддержка фанатов «Санат Нафта» ощущалась независимо от того, где команда играла.
После окончания войны клуб вернулся в Абадан, но из-за негативных последствий этой войны в городе и плохого управления в клубе «Санат Нафт» не был способен на какие-либо серьёзные успехи. Команда как правило курсировала между Лигой Азадеган (тогда первый уровень в системе футбольных лиг Ирана) и Вторым дивизионом. 
В сезоне 2004/05 «Санат Нафт» в очередной раз боролся за возвращение в элиту иранского футбола. Перед последним туром клуб занимал второе место в турнире за выход в Про-лигу, дававшее право на заветную путёвку. «Санат Нафт» выиграл свой матч против мешхедского «Пайама» со счётом 1:0, в то время как «Рах Ахан» разгромил команду «Шахид Ганди» со счётом 6:1 и обошёл абаданцев в итоговой таблице за счёт лучшей разницы мячей. Руководители «Санат Нафта» сразу предположили, что победитель турнира «Шахид Ганди» намеренно позволил себе проиграть  с таким большим счётом, но доказать злой умысел они так и не смогли. Позже «Санат Нафт» утверждал, что «Рах Ахан» использовал не имеющего права играть футболиста, после ряда судов «Рах Ахан» был признан виновным, а «Санат Нафт» был включён в расширенный состав Про-лиги в сезоне 2007/08. Однако задержаться он там не сумел и вылетел в Лигу Азадеган. Спустя два года «Санат Нафт» сумел вернуться обратно, одолев в плей-офф «Дамаш Гилан» с общим счётом 7:2. Следующие два года клуб играл роль середняка Про-лиги, а по итогам сезона 2012/13 вновь вылетел во вторую по значимости лигу Ирана. В последнем туре Лиги Азадеган 2015/16 «Санат Нафт» сумел одержать победу и зацепиться за третье место, дающее право на выход в Про-лигу, в то время как его конкурент «Фаджр Сепаси» свой поединок проиграл.